# News Link
『News Link』（ニュース・リンク）は、2018年4月2日からテレビ神奈川（tvk）で放送されているニュースワイド番組。
本項では関連の姉妹番組として、2019年4月5日から2020年3月27日まで毎週金曜日 21:50 - 22:00に放送された『Business Link』（ビジネス リンク）についても詳述する。

## 概要
これまでの『NEWS930α』の放送枠を引き継ぎ、新しい神奈川県を対象にしたニュースワイド番組として再出発。
「つながる、つなげる」 (=Link) をコンセプトに、民放局で報道記者の経験を持つキャスター陣がtvkの放送エリアで発生した「旬なニュース」を丁寧に伝える。

## 放送時間
| 期間      | 期間      | 月 - 木曜日           | 金曜日                |
| --------- | --------- | --------------------- | --------------------- |
| 2018.4.2  | 2019.3.29 | 21:30 - 21:55（25分） | 21:30 - 21:55（25分） |
| 2019.4.1  | 2020.3.27 | 21:30 - 21:55（25分） | 21:30 - 21:50（20分） |
| 2020.3.30 | 現在      | 21:30 - 21:55（25分） | 21:30 - 21:55（25分） |

- 前身番組同様、祝日と重なる場合は放送休止[注 1]となり、20:55 - 21:00[注 2]に代替の『tvkニュース』を放送する。さらに、年末年始も祝日と同様に休止され、22:00頃に5 - 10分間代替の『tvkニュース』を放送する。ちなみに、年末は基本的に仕事納め（12月28日頃）まで放送していた『NEWS930α』時代とは違い、12月25日で放送終了となる[注 3]。
- この他、前番組とは違い『高校野球ニュース』などを放送する全国高等学校野球選手権神奈川大会中継体制時でも休止になることがある（詳細は後述）。
- 2019年4月5日から2020年3月27日までの間、毎週金曜日の21:50 - 22:00に『Business Link』（詳細は後述）が放送[2][3]されていたため、金曜日分のみ5分短縮していた。
- 2020年4月9日〜5月1日は、新型コロナウイルス対策の一環として、取材活動の一定の自制が必要との判断から、放送時間を21:30 - 21:45に縮小[注 4]。

## 出演者

### 現在の出演者

#### メインキャスター
※岡村以外tvk報道部所属の記者。女性キャスター（またはその代行で柳田）は18:00-18:15の『tvk NEWS』を兼務。
- 柳田純司 - 水・木曜日[注 5]
- 冨樫吉樹 -  月・金曜日（2024年4月4日 - ）[注 6]
- 二本木美唯貴  - 火・木曜日（2019年4月4日 - ）[注 7][注 8]
- 岡村帆奈美 （tvkアナウンサー）- 金曜日（2025年4月4日 - ）[注 9]

#### スポーツキャスター
※月曜日のみ出演。
- 増田美香（tvkアナウンサー、2023年4月3日 - ：毎週）[5]

### 過去の出演者
| 期間       | 期間       | 男性メイン | 男性メイン | 男性メイン | 男性メイン | 男性メイン | 女性メイン | 女性メイン   | 女性メイン   | 女性メイン   | 女性メイン   | スポーツ（月曜日）         | 天気予報             |
| 期間       | 期間       | 月曜日     | 火曜日     | 水曜日     | 木曜日     | 金曜日     | 月曜日     | 火曜日       | 水曜日       | 木曜日       | 金曜日       | スポーツ（月曜日）         | 天気予報             |
| ---------- | ---------- | ---------- | ---------- | ---------- | ---------- | ---------- | ---------- | ------------ | ------------ | ------------ | ------------ | -------------------------- | -------------------- |
| 2018.4.2   | 2019.3.29  | 柳田純司   | 柳田純司   | 柳田純司   | 柳田純司   | 柳田純司   | 青木梨紗   | 青木梨紗     | 青木梨紗     | 青木梨紗     | 青木梨紗     | （メインキャスターが兼任） | くぼてんき           |
| 2019.4.1   | 2021.4.30  | 柳田純司   | 柳田純司   | 柳田純司   | 柳田純司   | 柳田純司   | 青木梨紗   | 青木梨紗     | 青木梨紗     | 二本木美唯貴 | 二本木美唯貴 | 赤井祐紀                   | （女性メインが兼任） |
| 2021.5.3   | 2021.7.30  | 柳田純司   | 柳田純司   | 柳田純司   | 柳田純司   | 柳田純司   | 青木梨紗   | 青木梨紗     | 青木梨紗     | 二本木美唯貴 | 二本木美唯貴 | 瀬村奈月                   | （女性メインが兼任） |
| 2021.8.2   | 2021.10.15 | 柳田純司   | 柳田純司   | 柳田純司   | 柳田純司   | 柳田純司   | （不在）   | 二本木美唯貴 | 二本木美唯貴 | 二本木美唯貴 | 二本木美唯貴 | 瀬村奈月                   | （女性メインが兼任） |
| 2021.10.18 | 2022.3.31  | 柳田純司   | 柳田純司   | 柳田純司   | 柳田純司   | 柳田純司   | （不在）   | 二本木美唯貴 | 二本木美唯貴 | 二本木美唯貴 | 二本木美唯貴 | 赤間有華 瀬村奈月          | （女性メインが兼任） |
| 2022.4.1   | 2023.3.31  | 柳田純司   | 柳田純司   | 柳田純司   | 柳田純司   | 柳田純司   | 藤坂奈央   | 二本木美唯貴 | 二本木美唯貴 | 藤坂奈央     | 藤坂奈央     | 照井七瀬                   | （女性メインが兼任） |
| 2023.4.3   | 2024.3.29  | 柳田純司   | 柳田純司   | 柳田純司   | 柳田純司   | 柳田純司   | 藤坂奈央   | 二本木美唯貴 | 二本木美唯貴 | 藤坂奈央     | 藤坂奈央     | 増田美香                   | （女性メインが兼任） |
| 2024.4.1   | 2025.3.28  | （不在）   | 柳田純司   | 柳田純司   | 冨樫吉樹   | 冨樫吉樹   | 藤坂奈央   | 藤坂奈央     | 藤坂奈央     | 二本木美唯貴 | 二本木美唯貴 | 増田美香                   | （女性メインが兼任） |
| 2025.3.31  | 現在       | 冨樫吉樹   | （不在）   | 柳田純司   | 柳田純司   | 冨樫吉樹   | （不在）   | 二本木美唯貴 | （不在）     | 二本木美唯貴 | 岡村帆奈美   | 増田美香                   | （女性メインが兼任） |

## 主な内容
大方は前身番組の『NEWS930α』を踏襲しており、同番組と流れは共通である。なお、突発的なニュースが入ってきた場合は内容が変わることがある。
神奈川県内のニュース
オープニング・挨拶の後に神奈川県内のニュースを伝える。
特集（火～木曜日）
神奈川県内の首長選挙で当選した候補者が後日tvkのニュース番組内で生出演する際にはこの部分を使い、生出演した候補者とキャスターが生インタビューを行う。
以前は金曜日も放送されていたが、2019年4月5日より金曜分が時間短縮したのに伴い、このパートは火 - 木曜日の放送となり、曜日はニュースパート後すぐにフラッシュニュースパートへ移行する。
スポーツコーナー（月曜日のみ）
前述の「特集」コーナーの部分を使って設けられる。神奈川県内のスポーツに関する直近のトピックや特集企画を取り扱う。
2019年3月25日までは専任のキャスターを置かず、メインキャスターの柳田と青木がそのまま担当していたが、同年4月1日からはtvkアナウンサーがコーナーキャスターとして担当している。
フラッシュニュース
冒頭のニュースパートで伝えきれなかった県内のニュース5項目をフラッシュで伝える。キャスターの柳田が固定で担当（不在時は女性メインキャスターが担当）し、キャスター席横で立って伝える。
『ニュース930』および『930α』時代では最初に映像を交えたトピックのフラッシュ項目を伝えた後、後半に追加5項目をスタジオで口頭で伝えるのみのパートがある2部構成だったが、本番組では役割統合し、映像ニュースおよび口頭で伝えるニュースの一括5項目をスタジオで伝えるようになり、一部項目を映像ニュースに割く構成となった。
Weather News
気象情報コーナー。翌日の神奈川県内および近県の天気予報を伝え、最後に大さん橋の天気カメラ映像をバックに翌日の天気のポイントを女性メインキャスターが読み上げる。
2019年3月までは気象予報士のくぼてんきと青木が大さん橋の天気カメラ映像をバックに出演し、くぼによる解説を交えて伝える構成となっていた。
2021年8月2日からは月曜日のみ、スポーツコーナー終わりの瀬村または赤間も「翌日の天気のポイント」部分からエンディングまで出演し、クロストークを行っている。
神奈川県内の季節の話題（または神奈川県内のスポーツチームの試合結果）
追加のニュースパート。主に季節の話題に関するニュースや県内のスポーツチームの試合結果が伝えられるが、さらに追加のニュースをこの部分で伝えることもある。
エンディング
エンディングテーマ曲にのせ、メインキャスター二人が今日伝えた内容のクロージングコメントを行い挨拶を行ったあと、大さん橋の天気カメラ映像をバックにエンドタイトルを出し番組が終了する。
この部分の中盤にて、当日の東京証券取引所の日経平均株価、および東証株価指数（TOPIX）の終値をテロップで送出する。
2019年3月29日までは「Weather News」コーナー終わりのくぼもこの部分でスタジオのキャスター席（柳田の横）に座り、クロージングコメントやクロストークを行っていた。

### 備考
- 放送する第2スタジオの汎用セット[注 10]は本番組に合わせてリニューアルされ、木目調と観葉植物をあしらったセットに変更された。なお、2021年4月5日から『猫のひたいほどワイド』の時のみ、第2スタジオの汎用セットから同番組専用のセットに変更されているが、テーブルとイスは本番組と共用している。
- メインキャスターが記者でもあるため、ニュース内容によっては直接現場に向かい報告する内容もある。
- ニュース内テロップデザインの意匠は『930α』時代とほとんど変わっていないが、左上サイドテロップの座布団形式とアクセントカラー[注 11]が変更された。
- 『930α』時代はエンディングコーナーとして県民へのインタビューコーナー（「900万分の1 Voice of Kanagawa」）があったが、本番組ではエンディングコーナーは特段置かず、上記の内容通りクロージングコメントが主体の内容となっている。
- メインニュースパートでは、時折ニュース間で流れる「next」のジャンクションは『930α』末期（5代目オープニングベース）のものを流用している。また、2項目目以降のニュース内容のうち一部ではこれまで通り、夕方の『tvk NEWSハーバー』を担当したアナウンサーによる影読みナレーションのものもある。
- オープニングでは当日のニュース項目の内容により、冒頭に右下にタイトルロゴを添えていきなり最初のニュースを伝え、その後ニュース終わりにオープニング映像を流すケースもある。
- 最初のCM入り前の予告では、キャスター席とは斜めのアングルから女性メインキャスターを写す演出がある。

## テーマ曲

### オープニング
- bohemianvoodoo「Adria Blue」（2018年4月2日〜2022年3月31日）
- fox capture plan & bohemianvoodoo 「Golden Forest」 （2022年4月1日〜）

### エンディング
- bohemianvoodoo「Adria Blue」（2018年4月2日〜2021年3月31日）
- 湘南乃風「陽はまたのぼる」（2021年4月1日〜2023年3月27日）
- ハジ→＆HANDSIGN「Anniversary。」（2023年4月3日〜）[6]

## 高校野球時の対応
全国高等学校野球選手権神奈川大会の中継体制に伴う対応は、前年度までの『ニュース930』および『930α』とは異なる。
- 2018年（7月9日～7月30日[注 12]）は番組そのものを休止し、祝日時と同様に代替の「tvkニュース」を21:30～21:40に土曜日曜と同様に編成[注 13]。『高校野球ニュース』は21:40～22:00に前年2017年度通り編成する。
  - なお、代替枠の最終週にあたる7月23日から7月27日、および7月30日は柳田と青木が交代でそれぞれ担当した。
- 2019年（7月8日 - 7月31日[注 14]）も番組そのものを休止し、21:30 - 21:40に代替の『tvkニュース』を放送。『高校野球ニュース』は21:40 - 22:00の枠で放送された。ただ、休止期間中の7月21日に第25回参議院議員通常選挙の投開票があったため、同日夜に本番組をベースとした開票特別番組が放送された（詳細は後述）。
  - なお、代替枠のうち7月8日 - 7月10日は二本木、7月16日 - 7月19日は柳田、7月22日 - 7月24日・7月29日 - 7月31日は青木がそれぞれ担当した。
- 2020年は新型コロナウイルスの流行の影響で開催中止となったため、本番組は例年なら休止になるはずの期間も通常通り放送されたが、代替大会として令和2年度神奈川県高等学校野球大会が開催されたため、例年単独番組として放送している『高校野球ニュース』を本番組の1コーナーとして放送した[7]。
- 2021年は2年ぶりに県予選としての大会が行われたことから、7月12日から30日[注 15]まで番組そのものを休止し、21:30 - 21:40[注 16]に代替の『tvkニュース』を放送した。また、『高校野球ニュース』も2年ぶりに単独番組として編成され、21:40 - 22:00の枠で放送された。
  - なお、代替枠のうち7月12日 - 15日は柳田、16日・19日 - 21日は二本木が担当した。

## 関連特別番組

### tvk統一地方選特番「選挙Link」
- 2019年4月7日と21日に行われた第19回統一地方選挙の開票速報番組。
- 放送時間は19:55 - 20:30と21:50 - 0:00の2部構成で、21日は23:00 - 0:00の単発。
- キャスターは柳田・青木・二本木。

### tvk参院選特番
- 2019年7月21日に行われた第25回参議院議員通常選挙の開票速報番組は、以下のような2部構成となった。

#### 第1部「選挙Link」
- 放送時間は19:55 - 20:30。
- キャスターは柳田と青木、解説は佐藤浩二（tvk報道部記者）[8]。

#### 第2部「選挙Link ～猫と夜ふかし～」
- 『猫のひたいほどワイド』とタイアップし、「猫の手も借り隊」レジェンドたちがスタジオ生出演し、「選挙の舞台裏」「ジモトに潜む課題」を若者目線でリポートする。
- 放送時間は23:00 - 1:00。
- キャスターは柳田と青木。リポーターは小早川俊輔・大矢剛康・太田裕二・竹内寿。解説は村中和之（駿台予備学校講師）。ナレーターは森川智之[8]。

### 『News Link』特別番組「あの日から10年」
- 東日本大震災の発生から10年を迎えた2021年3月11日に放送。宮城県女川町出身・横浜市在住で、自身も被災した絵本作家をゲストに迎え、個展を開催する女川町からの中継を織り交ぜながら、絵に込めてきた10年間の思いに迫る。また、未曾有の原発事故をめぐり、故郷を追われながらも続く避難生活、いまなお人の住めない地域など、その実態を取材する[9]。
- 放送時間は21:00 - 21:55。当日は県内ニュースも伝えた。
- キャスターは柳田・青木・二本木。

### tvk衆院選特番「選挙Link」
- 2021年10月31日に行われた第49回衆議院議員総選挙の開票速報番組。
- 放送時間は19:55 - 20:28と22:00 - 1:00の2部構成。
- キャスターは柳田・二本木。アシスタントは赤間。解説は大川千寿（神奈川大学法学部教授）。第2部ゲストは、厚切りジェイソン（厚木市在住）・倉持明日香（横浜市出身）。
- これまで、番組タイトルロゴは本番組に準じたものであったが、今回は書家の金澤翔子が未来への願いを込め、力強い文字を書き上げたものとなっている[10]。

## Business Link

### 概要
『Business Link』（ビジネス・リンク）は、テレビ神奈川の経済番組。『News Link』の姉妹番組として、2019年4月5日から2020年3月27日まで放送。
県内で活躍する企業トップに青木梨紗がインタビューし、神奈川経済の「今」を探る経済インタビュー番組。
内容は概ね2019年3月25日で終了した『神奈川ビジネスUp to Date』を引き継いだものとなっており、トップインタビューや毎週取り上げる企業の社員インタビューの内容、スポンサー企業なども同番組から引き継いだ形となっていた。